# Otto von Gustedt

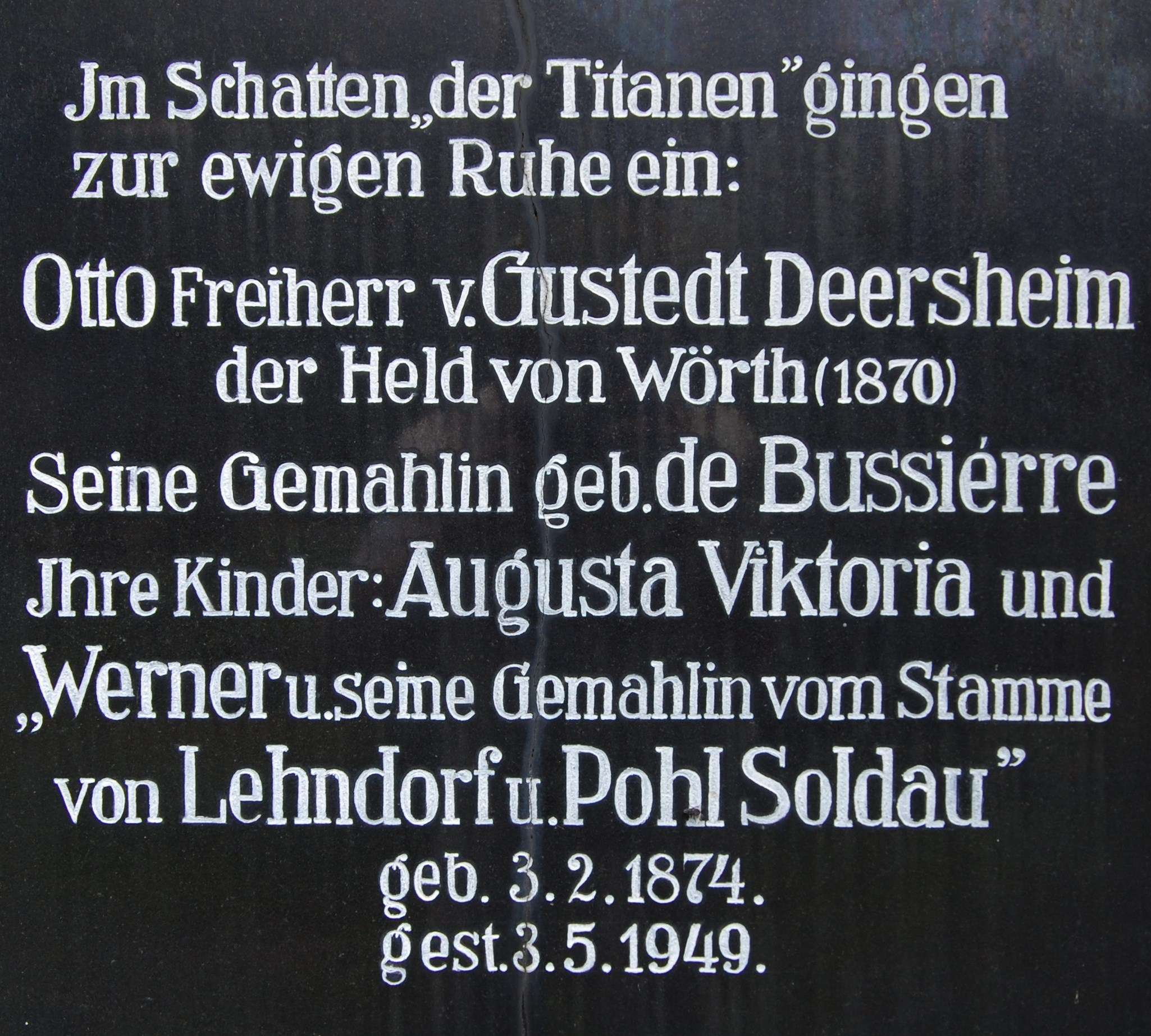
Gedenkstein für Otto von Gustedt und seine Familie auf dem Kapellenfriedhof in Bad Kissingen. (Hier heißt er Otto Freiherr von Gustedt Deersheim, obwohl er nach Quellenlage niemals in den Freiherrnstand erhoben wurde.)

Otto Wilhelm von Gustedt (* 18. Februar 1839 auf Gut Garden bei Deutsch-Eylau; † 23. Januar 1905 in Neuhausen bei Königsberg) war ein preußischer Offizier und Flügeladjutant des Kronprinzen Friedrich Wilhelm.

## Leben
Gustedt entstammte einem alten niedersächsischen Adelsgeschlecht mit gleichnamigem Stammhaus bei Hildesheim und war der Sohn des preußischen Landrats Werner von Gustedt, Gutsherr auf Gut Garden und später auf Hof Rosenberg, und der Schriftstellerin Jenny von Gustedt, geborene Rabe von Pappenheim (1811–1890). Die Mutter war eine uneheliche Tochter von Jérôme Bonaparte (1784–1860), König von Westphalen, und damit die Nichte Napoleons. Sie lebte viele Jahre in Weimar unter dem persönlichen Einfluss Goethes und war eng befreundet mit der späteren deutschen Kaiserin Augusta, Ehefrau Kaiser Wilhelms I.
Gustedt war preußischer Rittmeister und Flügeladjutant des Kronprinzen, des späteren 99-Tage-Kaisers Friedrich I. Mit dem Säbel seines Großonkels Napoleon zog er in den Krieg gegen Frankreich und wurde für besondere Leistungen bei der Schlacht bei Wörth (6. August 1870) mit dem Eisernen Kreuz ausgezeichnet.
Gustedt heiratete am 18. Januar 1864 in Paris Cécile Renouard de Bussierre (* 7. Juni 1844 in Straßburg, Elsass; † 5. März 1924 in Bad Kissingen), die Tochter des Großkaufmanns Gustave Renouard de Bussierre, Herr auf Schloss Ortenberg bei Offenburg, und der Johanna (Jenny) Freiin von Türckheim. Als 1888 sein Schwiegervater das Erbe unter seinen vier Kindern regeln wollte, übernahm Schwiegersohn Gustedt das ganze Inventar für 250.000 Mark.

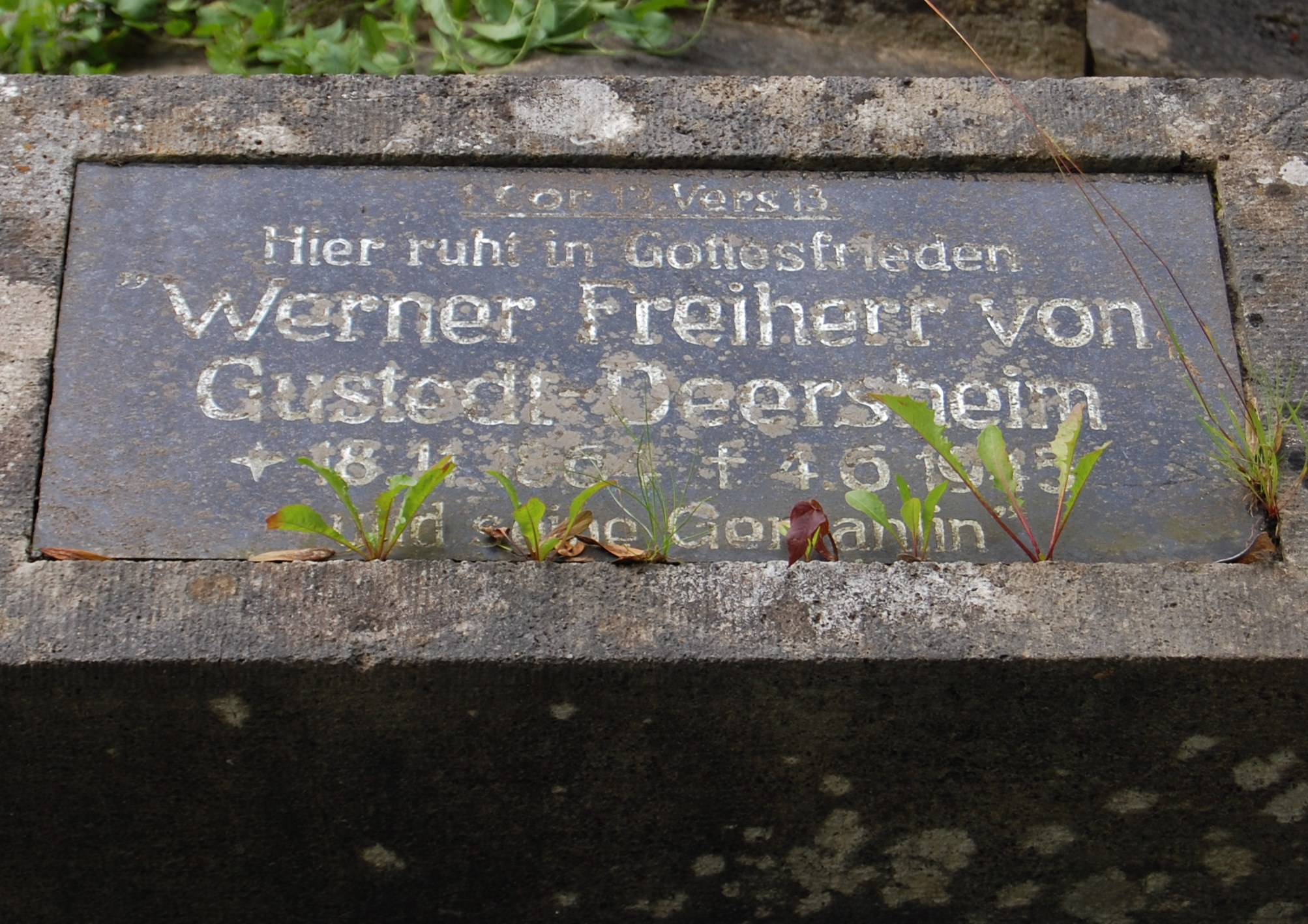
Grabstein seines Sohnes
Werner von Gustedt auf dem
Kapellenfriedhof in Bad Kissingen

Tochter Auguste Victoria von Gustedt (um 1870–1890) war das Patenkind von Kaiserin Auguste Viktoria, sein Sohn war Werner von Gustedt (1864–1943).